# Glogonj
Glogonj (izvirno srbsko Глогоњ) je naselje v Srbiji, ki upravno spada pod Mesto Pančevo; slednja pa je del Južnobanatskega upravnega okraja.

## Demografija
V naselju živi 2575 polnoletnih prebivalcev, pri čemer je njihova povprečna starost 39,6 let (38,6 pri moških in 40,7 pri ženskah). Naselje ima 1003 gospodinjstev, pri čemer je povprečno število članov na gospodinjstvo 3,17.
To naselje je, glede na rezultate popisa iz leta 2002, v glavnem srbsko, a v času zadnjih treh popisov je opazno zmanjšanje števila prebivalcev.
|  |

| Demografija | Demografija     | Demografija     |
| Leto        | Št. prebivalcev | Št. prebivalcev |
| ----------- | --------------- | --------------- |
|             |                 |                 |
|             |                 |                 |
|             |                 |                 |
|             |                 |                 |
| 1948        | 3678            |                 |
| 1953        | 3175            |                 |
| 1961        | 3230            |                 |
| 1971        | 3257            |                 |
| 1981        | 3605            |                 |
| 1991        | 3475            | 3285            |
| 2002        | 3281            | 3178            |
|             |                 |                 |

| Etnična sestava po popisu iz leta 2002 | Etnična sestava po popisu iz leta 2002 | Etnična sestava po popisu iz leta 2002 | Etnična sestava po popisu iz leta 2002 | Etnična sestava po popisu iz leta 2002 |
| -------------------------------------- | -------------------------------------- | -------------------------------------- | -------------------------------------- | -------------------------------------- |
| Srbi                                   | Srbi                                   |                                        | 2.400                                  | 75,51%                                 |
| Makedonci                              | Makedonci                              |                                        | 367                                    | 11,54%                                 |
| Romuni                                 | Romuni                                 |                                        | 156                                    | 4,90%                                  |
| Jugoslovani                            | Jugoslovani                            |                                        | 106                                    | 3,33%                                  |
| Madžari                                | Madžari                                |                                        | 26                                     | 0,81%                                  |
| Romi                                   | Romi                                   |                                        | 17                                     | 0,53%                                  |
| Hrvati                                 | Hrvati                                 |                                        | 6                                      | 0,18%                                  |
| Slovaki                                | Slovaki                                |                                        | 6                                      | 0,18%                                  |
| Nemci                                  | Nemci                                  |                                        | 5                                      | 0,15%                                  |
| Čehi                                   | Čehi                                   |                                        | 3                                      | 0,09%                                  |
| Črnogorci                              | Črnogorci                              |                                        | 2                                      | 0,06%                                  |
| Muslimani                              | Muslimani                              |                                        | 1                                      | 0,03%                                  |
| Albanci                                | Albanci                                |                                        | 1                                      | 0,03%                                  |
| Neznano                                | Neznano                                |                                        | 68                                     | 2,13%                                  |